# Coleen Maloney
Coleen Maloney (* vor 1981) ist eine Schauspielerin.

## Leben
Maloneys hatte 1981 ihren ersten Fernsehauftritt in einer Folge von Bret Maverick. Neben kleinen Rollen in verschiedenen Filmen hatte sie etliche weitere Auftritte in Fernsehserien wie etwa in Open All Night (1982), als Buffy in Happy Days (1982), Ein Engel auf Erden (1985), Unser Haus (1987), L.A. Law – Staranwälte, Tricks, Prozesse (1988), Eine schrecklich nette Familie (1990), Eerie, Indiana (1991), Into the Night with Rick Dees (1991), Studio 59 (1991), Emergency Room – Die Notaufnahme (1994) und JAG – Im Auftrag der Ehre (2000).

## Filmografie
- 1981: Bret Maverick (Fernsehserie, eine Folge)
- 1982: Open All Night (Fernsehserie, eine Folge)
- 1982: Küss mich, Doc (Young Doctors in Love)
- 1982: Happy Days, (Fernsehserie, zwei Folgen)
- 1984: Bachelor Party
- 1985: Ein Engel auf Erden (Highway to Heaven, Fernsehserie, eine Folge)
- 1986: Sledge Hammer! (Fernsehserie, eine Folge)
- 1987: Unser Haus (Our House, Fernsehserie, eine Folge)
- 1987: The Price of Life (Kurzfilm)
- 1988: Vision der Dunkelheit (Bad Dreams)
- 1988: L.A. Law – Staranwälte, Tricks, Prozesse (L.A. Law, Fernsehserie, eine Folge)
- 1990: Eine schrecklich nette Familie (Married … with Children, Fernsehserie, eine Folge)
- 1990: Die Operation (The Operation, Fernsehfilm)
- 1991: Eve 8 – Außer Kontrolle (Eve of Destruction)
- 1991: Unter der Sonne Kaliforniens (Knots Landing, Fernsehserie, zwei Folgen)
- 1991: American Playhouse (Fernsehserie, eine Folge)
- 1991: Eerie, Indiana (Fernsehserie, eine Folge)
- 1991: Into the Night with Rick Dees (Fernsehserie, zwei Folgen)
- 1991: Studio 59 (Fernsehserie)
- 1993: Grace (Grace Under Fire, Fernsehserie, eine Folge)
- 1994: Tod eines Cheerleaders (A Friend to Die For, Fernsehfilm)
- 1994: Emergency Room – Die Notaufnahme (ER, Fernsehserie, eine Folge)
- 1995: Blood Line (The Tie That Binds)
- 2000: New York Life (Fernsehserie, eine Folge)
- 2000: Who’s Watching Who? (Fernsehfilm)
- 2000: JAG – Im Auftrag der Ehre (JAG, Fernsehserie, eine Folge)
- 2000: Gegen jeden Verdacht (In Pursuit)
- 2001: Noch mal mit Gefühl (Once and Again, Fernsehserie, eine Folge)
- 2001: Malcolm mittendrin (Malcolm in the Middle, Fernsehserie, eine Folge)
- 2002: Ring (The Ring)
- 2002: Star Trek: Enterprise (Fernsehserie, eine Folge)